# Adam Craig
Adam Craig (né le 15 août 1981 à Bangor dans le Maine) est un coureur cycliste américain.
Spécialisé en VTT et cyclo-cross, il est médaillé d'or du cross-country aux Jeux panaméricains de 2007 et champion des États-Unis de cette discipline en 2007 et 2008. Il a représenté les États-Unis aux Jeux olympiques de 2008.

## Palmarès en VTT

### Jeux olympiques
- Pékin 2008
  - 29e du cross-country

### Championnats du monde
- Fort William 2007
  -  Médaillé de bronze du relais par équipes

### Jeux panaméricains
- Rio 2007
  -  Médaillé d'or du cross-country

### Championnats nationaux
- Champion des États-Unis de cross-country en 2007, 2008
- Champion des États-Unis de VTT marathon en 2011

## Palmarès en cyclo-cross
- 2000-2001
  -  Champion des États-Unis de cyclo-cross espoirs
- 2001-2002
  -  Champion des États-Unis de cyclo-cross espoirs
- 2010-2011
  - Dam Cross Weekend 1, Los Angeles
  - Dam Cross Weekend 2, Los Angeles
- 2012-2013
  - New England Cyclo-Cross Series #4 - Downeast Cyclo-cross 2, New Gloucester
  - HPCX
- 2016-2017
  - HPCX